# Saint-Léger-sur-Sarthe
Saint-Léger-sur-Sarthe – miejscowość i gmina we Francji, w regionie Normandia, w departamencie Orne.
Według danych na rok 1990 gminę zamieszkiwało 328 osób, a gęstość zaludnienia wynosiła 25 osób/km² (wśród 1815 gmin Dolnej Normandii Saint-Léger-sur-Sarthe plasuje się na 570. miejscu pod względem liczby ludności, natomiast pod względem powierzchni na miejscu 318.).